# アチパメゾール
アチパメゾール(英: atipamezole)とは合成α2アドレナリン受容体拮抗薬であり、イヌにおいて塩酸デキサメデトミジンや塩酸メデトミジンの鎮静、鎮痛作用の抑制作用を示す。フィンランドのオリオン社が開発した。商品名はアンチセダン（Antisedan、製造元はオリオン社、国内販売元は日本全薬工業）。